# Madhatter (banda)
Madhatter (madhatteR) es una banda mexicana del género rock con estilo psicodélico, experimental, progresivo y también categorizada como  maniaco-depresivo.

## Historia
Formados en febrero de 2004 en Querétaro, México. 
Sus influencias musicales se originan en grupos musicales como Frank Zappa, Amon Düül, Camel, Pink Floyd, Nirvana, Smashing Pumpkins, Portishead y Muse.
Se han presentado en más de 60 ocasiones y sus canciones más destacadas son Cheesepa Hell y Trepanazzione Resolutter.
También han tenido presentaciones en el Hard Rock Café de Guadalajara y ha compartido escenarios con artistas como Austin TV y La Barranca.

## Discografía
Electronomuzz & The Dreggs (2004)
1. POGO I (6:03)
2. POGO II (1:50)
3. POGO III (2:44)
4. POGO IV (5:56)
5. POGO V (3:43)
6. POGO VI (11:22)

madhatteR (2005)
1. Cheesepa Hell (6:13)
2. Marble Hill (3:55)
3. Jimmy Jones (4:47)
4. Roneek (3:12)
5. ABCD (Pt. 1) (5:13)
6. ABCD (Pt. 2) (5:06)

Odds (2006)
1. Trepanazzione Resolutter (7:05)
2. All Is Full Of Love (Björk Cover) (4:30)
3. Untitled (**) (1:25)
4. Cheesepa Hell Original Cut (2001)(***)(6:04)
5. Early Anderson Council (w/ Kaelo)(**) (5:06)
6. Daemonieke Magic (GuitaR)(***) (2:46)

Pistas 1 y 2 grabadas en Decibel Zero por Monclas.

Pistas 3 y 5 grabadas en Honey Records por Kaelo y Josh.

Pistas 4 y 6 grabadas por Joshua en su habitación.

Universal Thinking Stops Time (2007)
1. Daemonieke Magic (1:58)
2. God Hates Ugly Songs (10:03)
3. Maria Satan (5:21)
4. Anderson Council (4:26)
5. Pop Noizze (4:45)
6. Eddie Gein oveR (4:58)
7. Daemonieke Reprise (5:21)

Mathematical Argonaut Rotation & I/O (2010)
1. Amazing Mercury Robot Man (7:46)

### Sencillos
1. *Cheesepa Hell (2005)
2. *Trepanazzione Resolutter (2006)